# Etinilestradiol/noretisterona
Etinilestradiol/noretisterona es una píldora anticonceptiva combinada compuesta de etinilestradiol, un estrógeno, y noretisterona, una progestina.  Se utiliza para el control de la natalidad, los síntomas de la menstruación, la endometriosis y los síntomas de la menopausia.  Otros usos incluyen el acné.  Se administra por vía oral. 
Los efectos secundarios pueden incluir náuseas, dolor de cabeza, coágulos de sangre, dolor en las mamas, depresión y problemas hepáticos.  No se recomienda su uso durante el embarazo, las tres semanas iniciales después del parto, y en aquellas con alto riesgo de coágulos de sangre. Sin embargo, puede iniciarse inmediatamente después de un aborto espontáneo o aborto.  No se recomienda fumar mientras se usan píldoras anticonceptivas combinadas.  Funciona deteniendo la ovulación, haciendo que el útero no sea adecuado para la implantación y que la mucosidad de la abertura al cuello uterino sea más gruesa. 
Esta píldora combinada fue aprobada para uso médico en los Estados Unidos en 1964.  Está en la Lista de medicamentos esenciales de la Organización Mundial de la Salud, los medicamentos más efectivos y seguros que se necesitan en un sistema de salud.  Está disponible como un medicamento genérico.  En el Reino Unido, tres meses de medicación le cuestan al NHS aproximadamente £2,70.  En los Estados Unidos cuesta alrededor de US$25 a 50 por mes.  Se comercializa bajo un gran número de marcas.